# Hervey Rhodes
Hervey Rhodes, baron Rhodes, (12 août 1895 - 11 septembre 1987) est un homme politique du parti travailliste britannique.

## Biographie
Né à Saddleworth dans le West Riding of Yorkshire, Rhodes fait ses études à la St Mary's School, au Greenfield et au Huddersfield Technical College. Il est employé dans l'industrie de la laine.
Pendant la Première Guerre mondiale il sert dans le King's Own Royal Lancashire Regiment, puis dans le Yorkshire Regiment. Détaché au Royal Flying Corps, Rhodes sert en tant qu'observateur / artilleur avec le 12e escadron du RE 8. L'escadron est principalement engagé dans des tâches de reconnaissance et de repérage d'artillerie, mais Rhodes et son pilote habituel, le lieutenant sud-africain Croye Pithey, revendiquent un total de cinq avions ennemis détruits et cinq autres déclarés "incontrôlables". Rhodes obtient le Distinguished Flying Cross . Il est grièvement blessé en septembre 1918 et boite pour le reste de sa vie. Il part avec le grade de lieutenant-colonel.
Pendant la Seconde Guerre mondiale, Rhodes, alors propriétaire de l'usine et président du conseil du district urbain de Saddleworth, devient le commandant de ses volontaires de la défense locale (LDV), formés en 1940 pour défendre la Grande-Bretagne contre les armées du Troisième Reich. Hervey Rhodes devient le commandant du 36th (West Riding) Battalion, Duke of Wellington's Regiment jusqu'à sa dissolution.

## Carrière politique
Aux élections générales de 1945, Rhodes se présente sans succès en tant que candidat travailliste à Royton, Lancashire. Quelques mois plus tard, il est élu député d'Ashton-under-Lyne lors d'une élection partielle le 1er octobre provoquée par l'élévation de William Jowitt à la pairie.
Rhodes est Secrétaire parlementaire privé de Hilary Marquand, payeur général et ministre des pensions. En 1950, il est promu secrétaire parlementaire de la Chambre de commerce, servant jusqu'à la défaite du Labour aux élections générales de 1951.
Il est député jusqu'aux élections générales de 1964, quand il est remplacé par Robert Sheldon. Il est créé pair à vie le 14 septembre 1964 en tant que baron Rhodes, de Saddleworth dans la circonscription ouest du Yorkshire. Il occupe de nouveau le poste de secrétaire parlementaire de la Chambre de commerce de 1964 à 1967. Il sert comme Lord Lieutenant du Lancashire à partir de 1968. Il est nommé conseiller privé en 1969, chevalier de la jarretière en 1972 et sert comme sous-Lord Lieutenant du Grand Manchester à partir de 1974. Il est décédé à Oldham à l'âge de 92 ans.